# Joeri Adams
Joeri Adams (né le 15 octobre 1989 à Turnhout) est un coureur cycliste belge, membre de l'équipe Kalas-H.Essers-NNOF. Spécialiste du cyclo-cross, il a été champion du monde junior de cette discipline en 2007 et remporté la coupe du monde de cette catégorie lors de la saison 2006-2007.

## Palmarès en cyclo-cross
- 2006-2007
  -  Champion du monde de cyclo-cross juniors
  - Classement général de la Coupe du monde juniors
    - Coupe du monde espoirs #3, Hofstade
    - Coupe du monde espoirs #4, Nommay

  - Superprestige juniors #3, Asper-Gavere
  - Superprestige juniors #6, Diegem
  - Superprestige juniors #8, Vorselaar
  - Pijnacker-Nootdorp
  -  Médaillé d'argent du championnat d'Europe de cyclo-cross juniors
- 2010-2011
  -  Champion de Belgique de cyclo-cross espoirs
  - Trophée GvA espoirs #2 - Koppenbergcross, Audenarde
  -  Médaillé de bronze du championnat d'Europe de cyclo-cross espoirs
  - 5e de la Coupe du monde espoirs
  - 8e du championnat du monde de cyclo-cross espoirs
- 2011-2012
  - GP de la Commune de Contern, Contern
- 2014-2015
  - Grand Prix Möbel Alvisse, Leudelange
- 2015-2016
  -  Champion de Belgique de cyclocross élites sans contrat
  - Grand Prix Möbel Alvisse, Leudelange
  - Cyclo-cross du Mingant, Lanarvily

## Palmarès sur route

### Par années
- 2007
  - 3e étape de Liège-La Gleize
  - 3e de Liège-La Gleize
- 2008
  - 5ea étape du Tour de Lleida (contre-la-montre par équipes)

### Classements mondiaux
| Année           | 2008  | 2009  | 2010 | 2011 | 2012  |
| --------------- | ----- | ----- | ---- | ---- | ----- |
| UCI Europe Tour | 1285e | 1253e |      |      | 1141e |